# Ectactolpium eximium
Ectactolpium eximium är en spindeldjursart som beskrevs av Beier 1962. Ectactolpium eximium ingår i släktet Ectactolpium och familjen Olpiidae. Inga underarter finns listade i Catalogue of Life.